# Múscul puborectal
El múscul puborectal (musculus puborectalis), anomenat també múscul de Braune, està situat en el sòl de la pelvis on forma juntament amb els feixos iliococcigeal i pubococcigeal el múscul elevador de l'anus. L'elevador de l'anus es divideix en diverses parts, però principalment està constituït per tres músculs: iliococcigeal, puborectal i pubococcigeal. El puborectal és una part relatívament gruixuda de l'elevador de l'anus.
Sorgeix de la part inferior de la símfisi púbica i de la fàscia superior del diafragma urogenital. La part del múscul puborectal correspon a les fibres intermèdies de l'elevador de l'anus. Aquestes fibres van cap enrere i avall creuant lateralment la pròstata; giren i, ja en la part inferior del recte, es troben amb les del costat oposat per formar un conjunt muscular al voltant del plec anorectal.
La relaxació del múscul augmenta l'angle entre el recte i l'anus, permetent la defecació en conjunció amb la relaxació dels esfínters anals interns i externs.

## Imatges

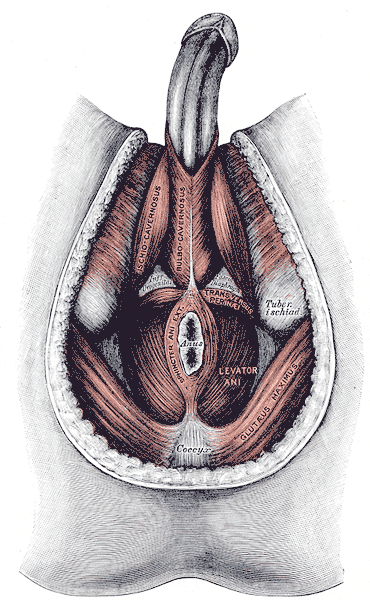
Músculs del perineu masculí.
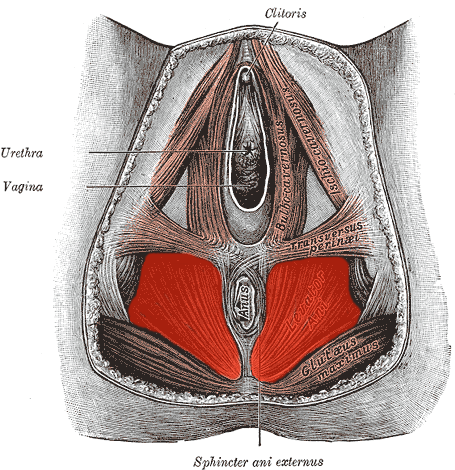
Múscul elevador de l'anus.
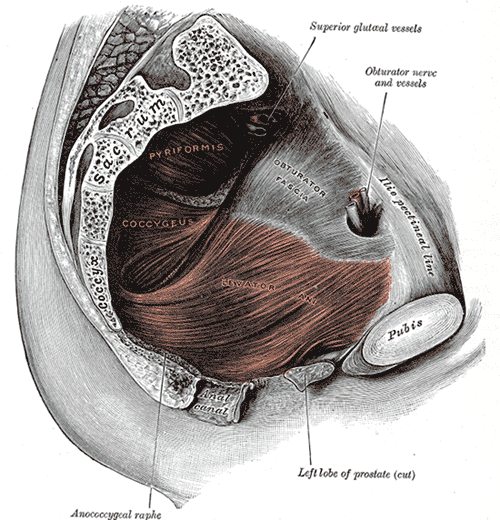
Músculs de la part baixa de l'abdomen.